# Летников, Иван Герасимович
Иван Герасимович Летников (1889—1920) — участник революционного движения в России.

## Биография
Родился в 1889 году.
В Москве жил с 1899 года, работал кожевником на заводе «Поставщик» (ныне Московский кожевенный завод). Участник революционного движения в России, был одним из руководителей стачки кожевников в сентябре 1917 года. Затем принимал участие в создании Красной Гвардии в Замоскворечье. Участник Октябрьской революции — в октябре 1917 года сражался за штаб Московского военного округа на Остоженке. 
После установления советской власти Летников — директор завода «Поставщик». Был членом РСДРП/РКП(б) с 1916 года, работал в Замоскворецком райкоме РКП(б) и Центральном комитете Союза кожевников.
Умер в 1920 году. Его именем в 1922 году была названа улица (бывшая Гусятниковская, в районе Кожевнической улицы).